# EIA-423
EIA-423 (auch RS-423) ist ein Schnittstellen-Standard für eine leitungsgebundene unsymmetrische serielle Datenübertragung. EIA-423 ist spezifiziert in „Electrical Characteristics of Unbalanced Voltage Digital Interface Circuits (ANSI/TIA/EIA-423-B-1996) (R2001)“ von der nordamerikanischen ANSI.
EIA-423 ist ähnlich wie EIA-232 aufgebaut. Sie entspricht dem internationalen ITU-T-Standard X.26, der identisch mit V.10 ist. X.26 definiert die elektrischen Eigenschaften für unsymmetrische („unbalanced“) Leitungen an der Schnittstelle von Datenendeinrichtung (DEE) und Datenübertragungseinrichtung (DÜE). Im Gegensatz zum EIA-232-Standard, bei dem eine bidirektionale Punkt-zu-Punkt-Verbindung zwischen zwei Teilnehmern besteht, definiert EIA-423 eine unidirektionale Verbindung zwischen einem Sender und bis zu 10 Empfängern.
Da das Interface an EIA-232 angelehnt ist, gelten auch die gleichen Einschränkungen. Aufgrund der hohen Spannung der NRZ-Übertragung von −3,6…−6 V für logisch 1 und +3,6…+6 V für logisch 0, wird hier kein (dem Wellenwiderstand entspr.) Abschlusswiderstand benötigt. Die Übertragung erfolgt wie bei EIA-232 unsymmetrisch mit Bezug auf Masse. Als Empfänger wird hingegen statt EIA-232 ein differentieller Empfänger wie bei EIA-422 verwendet mit seiner spezifischen Schwelle von 200 mV.
Eine maximale Leitungslänge von 1200 m (entsprechend 4000 Fuß) bei 1 kBaud oder 15 m bei 100 kBaud ist definiert. Das ist aufgrund der differentiellen Auslegung etwas besser als bei EIA-232, welche ursprünglich bei 20 kBaud aufhört.
Um das bei EIA-232 erwähnte Übersprechproblem zu minimieren, hat bei EIA-423 jede Daten- oder Steuer-/Melde-Leitung eine eigene Rückleitung, ähnlich EIA-422. Es handelt sich jedoch um keine echte differentielle symmetrische (balanced) Übertragung, da alle Rückleiter Masse-Potential haben. Aufgrund dieser Tatsache hat diese Norm auch keine Verbreitung gefunden, denn EIA-422 ist bei gleichem Aufwand viel störsicherer.
Die ITU-T-Empfehlung X.27 entspricht X.26 mit dem Unterschied, dass die Spannungspegel „balanced“ sind, also symmetrisch zur Masse. Sie ist identisch mit V.11.
Allgemeines über Schnittstellen, Parameter oder Eigenschaften ist bei Serielle Datenübertragung zu lesen.